# Orfeus og Eurydike
Orfeus og Eurydike je dánský němý film z roku 1906. Režisérem je Peter Elfelt (1866–1931). Film trvá zhruba 2 minuty.

## Děj
Film zachycuje tanec z opery Orfeus a Eurydika (1762) od Christopha Willibalda Glucka (1714–1787).